# Villeneuve-sur-Conie

Villeneuve-sur-Conie este o comună în departamentul Loiret din centrul Franței. În 1 ianuarie 2022 avea o populație de 192 de locuitori.